# Újkér
Újkér je obec v župě Győr-Moson-Sopron, v okrese Sopron. Rozloha obce je zhruba 32 km² a v lednu 2013 zde žilo 971 obyvatel.

## Poloha
Obcí prochází hlavní silnice č.84, směřující od města Sopron k Balatonu. Asi 2 km od obce západním směrem se nachází vlakové nádraží na železniční trati Sopron – Szombathely.
Újkér sousedí s obcemi Nemeskér, Iván, Simaság, Tormásliget a Egyházasfalu.

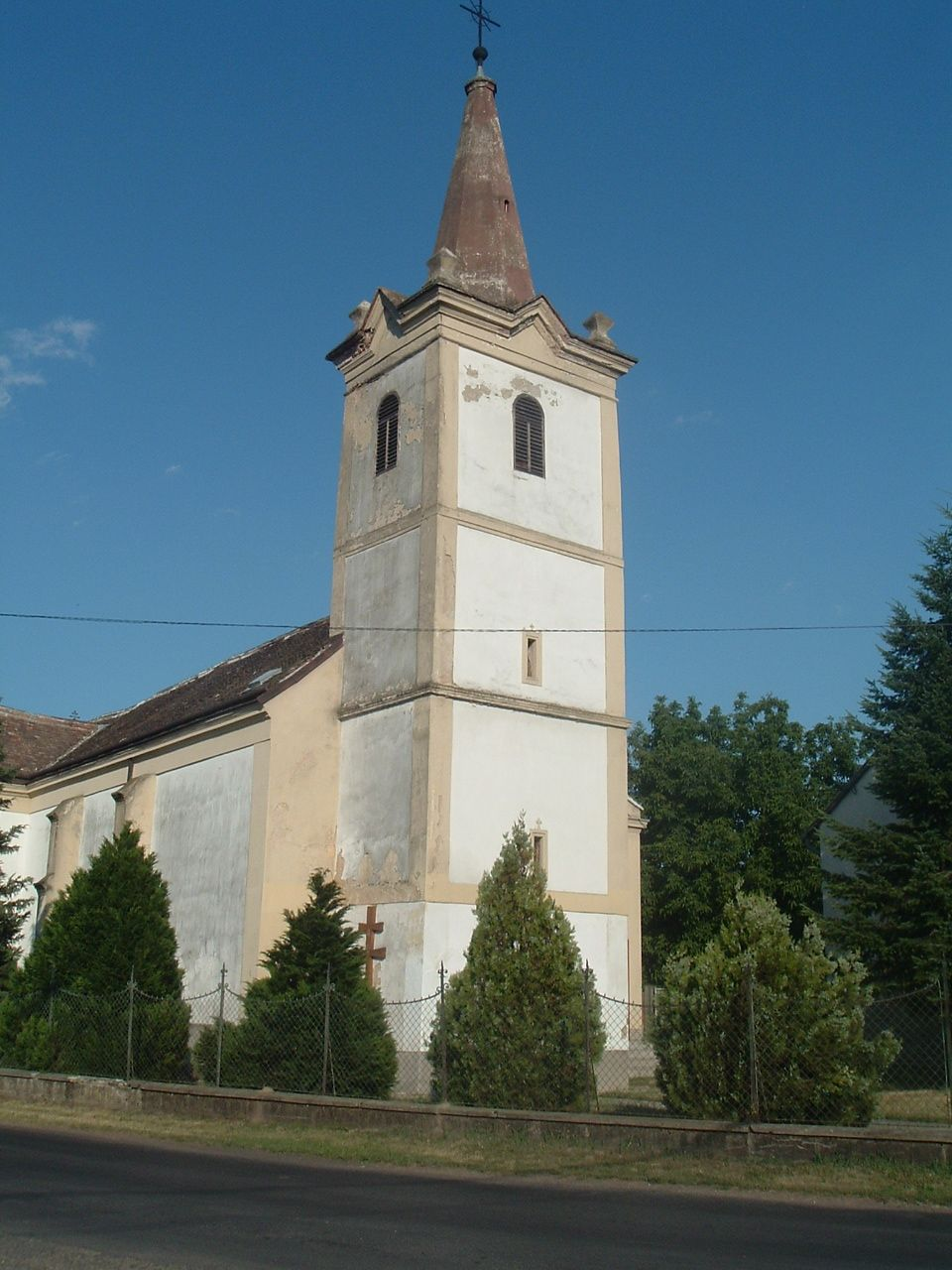
Kostel v obci Újkér

## Zajímavosti
- historický římskokatolický kostel ze 13. století,
- historický venkovský dům, postavený v roce 1785.